# Postilion v zástavě
Postilion v zástavě (ve francouzském originále Un postillon en gage) je jednoaktová opereta francouzského skladatele Jacquese Offenbacha na libreto Édouarda Plouviera a Julese Adenise (vl. jm. Jules Adenis-Colombeau). Měla premiéru 9. února 1856 v pařížském divadle Théâtre des Bouffes-Parisiens.

## Vznik, charakteristika a historie
V řadě krátkých jednoaktových děl Jacquese Offenbacha v začátcích jeho divadla Bouffes-Parisiens stojí Postilion v zástavě po absurdním kusu z pseudočínského prostředí Ba-ta-clan a před neméně rozdováděnou aktovkou Tromb-al-ca-zar aneb Dramatičtí zločinci. Děj Postiliona je umírněnější a i jeho dramatická struktura tradičnější. Názvem a některými náznaky odkazuje na populární komickou operu Adolpha Adama Postilion z Lonjumeau, aniž by ji však přímo parodoval – jak konstatoval Eugène Cellié ve své recenzi, „postilion Bouffes-Parisiens je postilion pro zasmání, je to Postilion z Lonjumeau v karnevalovém vydání“. Mezi Offenbachovými díly je tato hříčka, podle prvního historika Bouffes-Parisiennes Alberta de Lasalle „jen prostředně zábavná“, vůbec první, která nese žánrové označení „opérette“, tj. opereta. Libreto napsal dramatik, básník a původním povoláním koželuh Édouard Plouvier (1821–1876), který pro Offenbacha již napsal libreto k prostředně úspěšné Probdělé noci, se svým tehdejším častým spolupracovníkem, dramatikem a libretistou Julesem Adenisem (1821–1900).

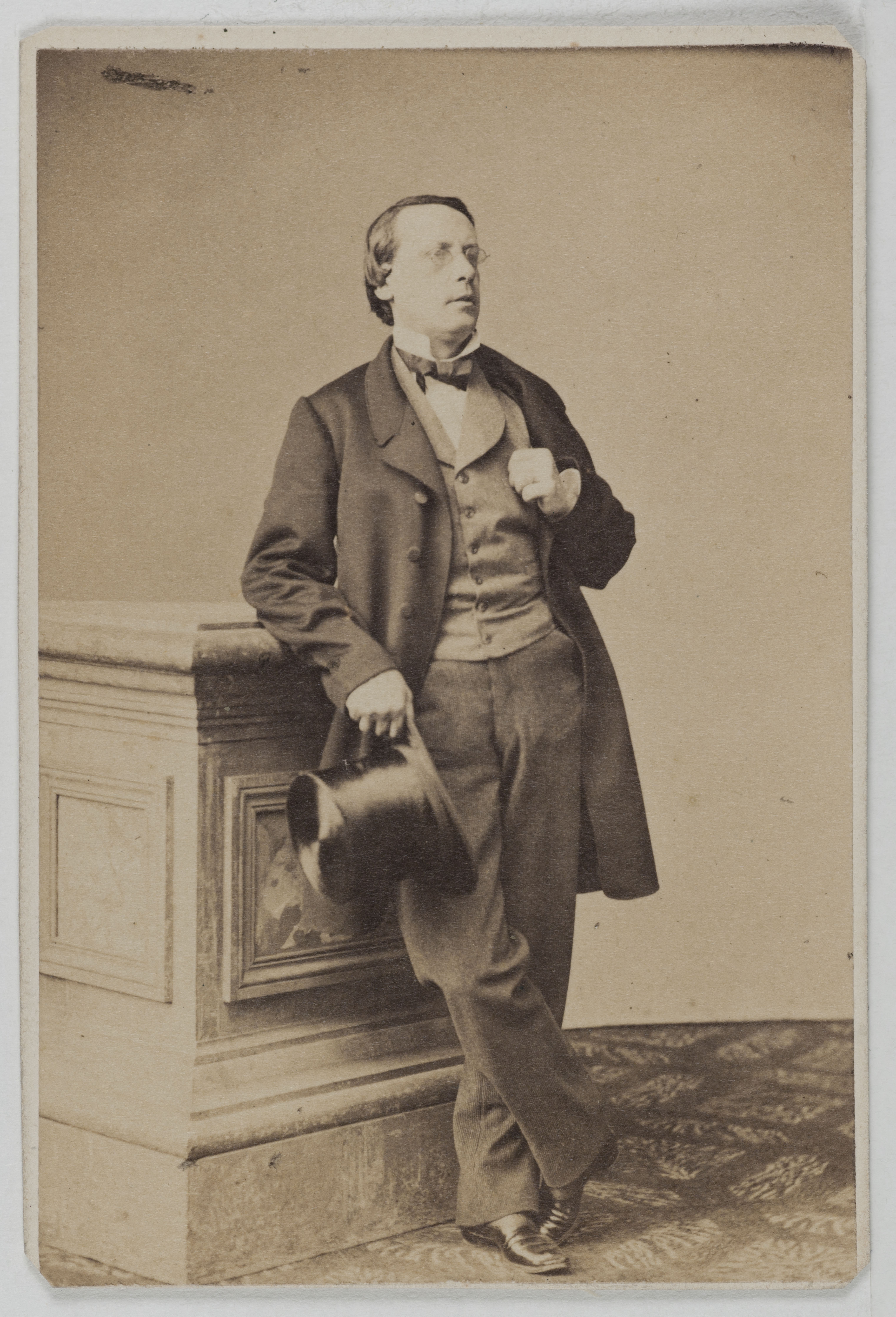
Herec Édouard-Théodore Nicole zvaný Léonce, 1823–1900, představitel „mademoiselle de Faux-Bourdon“ v Postilionovi v zástavě

Hra sloužila jako debut pro dva nové herce Anthiauma a Davousta, avšak kritika jejich hru oceňovala nepříznivě. Rovněž slečně Dalmontové, představitelce Fanny, byly pro její zpěv i hraní činěny výčitky, ostatně s poznámkou, že její role není příliš výrazná. Hlavní předností kusu pro recenzenty i diváky byla postava emancipované staré panny, kterou hrál Léonce – v Bouffes-Parisiens debutoval bezprostředně předtím v Élodie a stal se představitelem řady offenbachovských rolí.
Libreto Postiliona v zástavě trpělo zejména v první části zdlouhavostí a obecenstvo se rozehřálo až poté, co se na scéně objevila „mademoiselle de Faux-Bourdon“. Revue et Gazette musicale de Paris se domnívala, že se nepravděpodobnost situací v tomto kusu nepodařilo překonat komikou (až na Léonceovu roli) a že námět neinspiroval skladatele, jenž „nevhodil do své partitury onu kytici melodických motivů, jimiž tak oplývá. I když je hudba Postiliona vždy živá a veselá, bledne před jinými Offenbachovými kompozicemi.“ I jiná recenze říkala: „To vše je okořeněno komickými epizodami a živou, veselou hudbou, v podstatě však méně šťastněji inspirovanou než předchozí tvorba pana Offenbacha… Offenbach navykl své obecenstvo na vybraná jídla, pikantní omáčky. Může tedy sám sobě připsat, že je dnes trochu vybíravé.“ Le Figaro ostatně poznamenává, že hudební obsah Postiliona v zástavě není příliš objemný.
Z hudebních čísel si kritika si všimla předehry, Hectorova kupletu Gentil postillon, scény s lekcí zpěvu, tercetu Vive la musique! a tercetu Gloire à toi! – Buvons. Podle Offenbachova životopisce Jeana-Clauda Yona tato partitura „není na úrovni“.
Postilion v zástavě se na repertoáru Bouffes-Parisiens neudržel a ani později ho žádné divadlo nepřevzalo. Partitura ani klavírní výtah vydány nebyly.

## Osoby a první obsazení
| osoba                        | hlasový obor                | světová premiéra (9.2.1856)              |
| ---------------------------- | --------------------------- | ---------------------------------------- |
| Hector d'Arcueil             | tenor                       | Jean-Baptiste Anthiaume                  |
| Quatreboules, hostinský      | bas                         | Davoust                                  |
| Fanny, jeho neteř            | soprán                      | Marie-Denise-Victoire Dalmont            |
| Mlle Hélène de Saint-Bourdon | tenor buffo (rôle travesti) | Léonce (vl. jm. Édouard-Théodore Nicole) |
| Dirigent:                    | Dirigent:                   | Jacques Offenbach                        |

## Děj operety

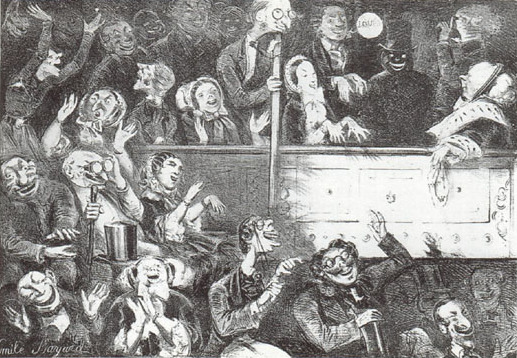
Obecenstvo v Bouffes-Parisiens, karikatura Émila Bayarda. Jacques Offenbach vprostřed nahoře.

Hector d'Arcueil je mladý rádoby hudební skladatel a současně elegán a příslušník pařížské zlaté mládeže, ale zadlužený až po uši a na útěku před svými věřiteli, potažmo vězením. Přesto se vydal v masce postiliona na maškarní ples v pařížské Opeře. Po cestě zpět se zastavil na večeři v hostinci „Les Frères Polonais“ v Palais Royal, avšak neměl, čím zaplatit útratu. Hostinský Quatreboules přišel originální řešení: využije „postiliona“ jako svého druhu živý vývěsní štít, vystaví ho v okně a bude ho zde držet a živit do té doby, dokud nezíská peníze na uhrazení dluhu. Od té doby uplynuly už tři měsíce, Hector plní svůj úkol a přitom skládá operu Krvavé jablko – až ji Opera přijme k provozování, podle odhadu skladatele za třináct let, bude mít konečně čím splatit dluh… Hectorovi hrozilo, že jeho strava bude bídná, neboť hostinský svého výkladního postiliona nutí jíst humry a drůbež, které rovněž už pár dní zdobily výklad. Naštěstí má hostinský dobrosrdečnou neteř Fanny, která se do Hectora zakouká, oddaně poslouchá u klavíru úryvky z jeho opery, přijímá od něj lekce zpěvu a oplátkou mu nosí nejlepší kusy z kuchyně.
Přesto se Hector v hostinci nudí. Ze svého výstavního místa v okně zahlédne, jak se zahradou Palais Royal prochází věhlasná sufražetka slečna Hélène de Faux-Bourdon, která jej už dlouho pronásleduje svou láskou. Rozhodne se jí dát znamení; slečna přispěchá a podává mu důkazy své neutuchající vášně. Fanny to vidí a zmocní se jí žárlivost, zatímco její strýc okamžitě podlehne kouzlu velkolepé spisovatelky. Hector zjišťuje, že se dostal do úzkých, a chce se vytratit, jenže slečna de Faux-Bourdon skoupila jeho směnky a může ho kdykoli dát pro dluhy zavřít. Má ho tedy v hrsti. Z papírů, které má slečna u sebe, se však ukáže, že je Quatreboules je jejím bratrancem, a navíc hostinský zjistí, že mladý Hector není šlechtic, nýbrž jeho nemanželský syn. Uzná ho tedy za vlastního a svolí k jeho sňatku s Fanny, zatímco sám získává ruku své rázovité sestřenice.